# Estadio Vicente Calderón
Estadio Vicente Calderón – nieistniejący stadion piłkarski w stolicy Hiszpanii, Madrycie, na którym domowe mecze rozgrywało do sezonu 2016/17 Atlético Madryt. Korzystała z niego także reprezentacja Hiszpanii. Do 14 lipca 1971 znany był jako Estadio Manzanares od rzeki Manzanares, nad którą stoi. Podczas mistrzostw świata w 1982 roku jego pojemność wynosiła 65695 miejsc dla kibiców. Nazwany na cześć słynnego prezydenta klubu Vicente Calderóna.
Projektantami stadionu są Javier Barroso Sánchez-Guerra i Miguel Ángel García-Lomas Mata. W 2003 roku UEFA przyznała stadionowi 5 gwiazdek w swojej klasyfikacji stadionów. Obiekt składał się z czterech trybun, jednak tylko główna trybuna była zadaszona. Pod nią znajdowały się szatnie oraz inne pomieszczenia użytkowe. Pod stadionem przebiegała autostrada M-30.

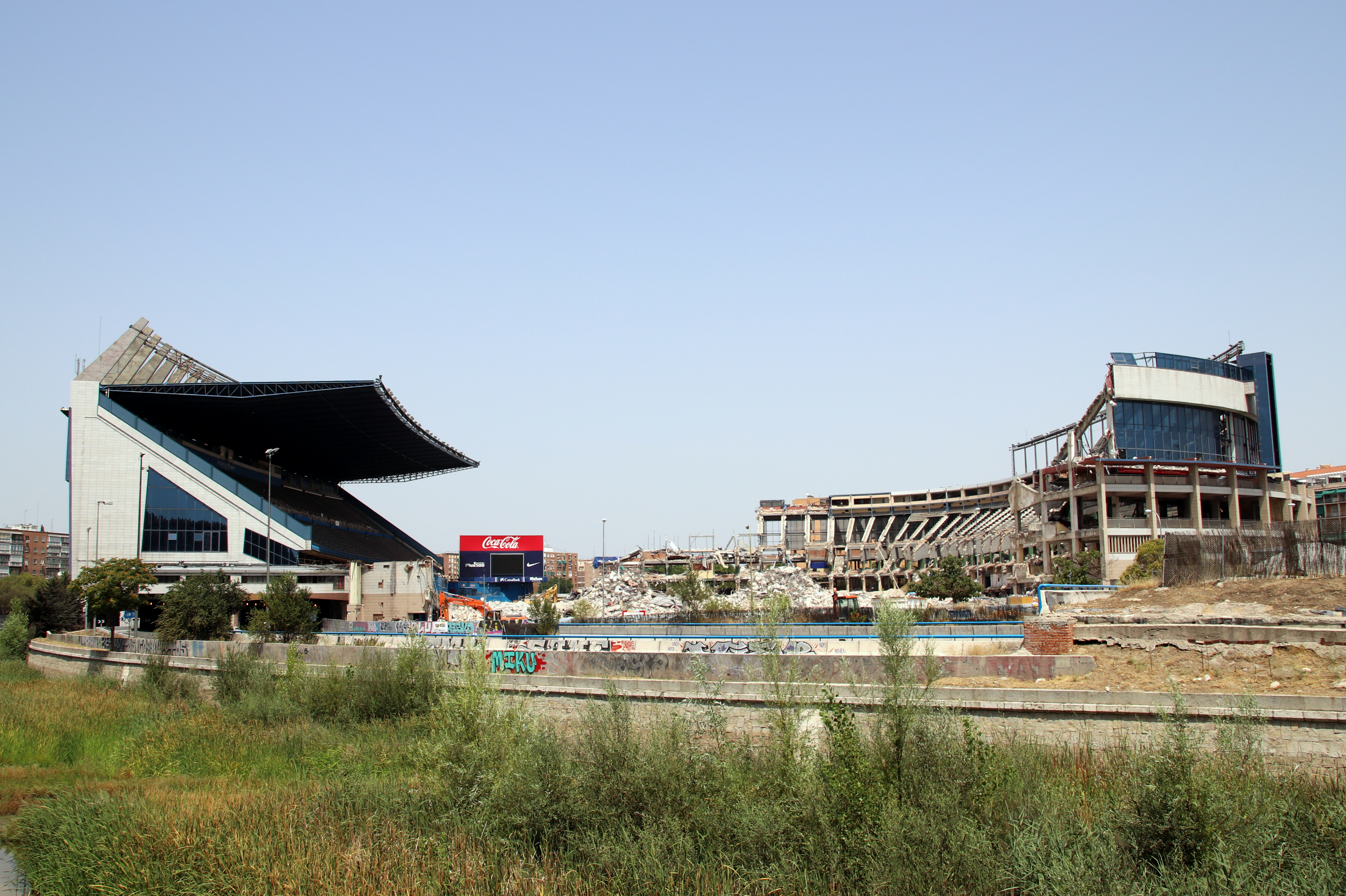
Rozbiórka stadionu (2019)

W 2019 roku rozpoczęły się prace rozbiórkowe obiektu, które zakończyły się 2 lipca 2020 roku.

## Mecze rozegrane na stadionie podczas wielkich imprez

### Mecze Mistrzostw Europy 1976
Na stadionie rozegrano jeden mecz w ramach Mistrzostw Europy 1976:
- Hiszpania - RFN 1:1

### Mecze Mistrzostw Świata 1982
Na stadionie rozegrano trzy mecze w ramach Mistrzostw Świata 1982:
- Francja - Austria 1:0[7]
- Austria - Irlandia Północna 2:2[8]
- Irlandia Północna - Francja 1:4[9]